# ابوالقاسم نیک‌ذات
ابوالقاسم نیک‌ذات سیاست‌مدار ایرانی بود، که در  دوره بیست و یکم  به‌عنوان نماینده بهشهر در مجلس شورای ملی حضور داشت.